# Fuga dal Bronx
Fuga dal Bronx is een Italiaanse film uit 1983, geregisseerd door Enzo G. Castellari. De hoofdrollen werden vertolkt door Mark Gregory, Henry Silva en Valeria D'Obici.

## Verhaal
Een kwaadaardige organisatie probeert de laatste inwoners van The Bronx te vermoorden zodat ze het grondgebied kunnen gebruiken voor hun eigen projecten. Een eenzame heethoofdige krijger genaamd Trash is het enige obstakel in hun weg. Hij wordt bijgestaan door een psychopathische bommenmaker en diens al even gestoorde zoon en een activist. Samen ontvoeren ze de president van de organisatie.

## Rolverdeling
| Acteur           | Personage             | Opmerkingen       |
| ---------------- | --------------------- | ----------------- |
| Mark Gregory     | Trash                 |                   |
| Henry Silva      | Floyd Wrangler        |                   |
| Valeria D'Obici  | Moon Grey             |                   |
| Giancarlo Prete  | Strike                | als Timothy Brent |
| Paolo Malco      | Vicepresident Hoffman |                   |
| Ennio Girolami   | President Henry Clark | als Thomas Moore  |
| Antonio Sabato   | Dablone / Toblerone   |                   |
| Alessandro Prete | Junior                |                   |
| Massimo Vanni    | Big Little Man        |                   |
| Andrea Coppola   | Jay de fotograaf      |                   |
| Eva Czemerys     | Trash's moeder        |                   |
| Romano Puppo     | Trash's vader         |                   |
| Moana Pozzi      | Juana                 |                   |

## Achtergrond
De film is buiten Italië uitgebracht onder de titels Bronx Warriors 2, Escape from the Bronx en Escape 2000. Onder die laatste titel werd de film bespot in de cultserie Mystery Science Theater 3000.